# Партизански отряд „Дядо Вълко“
Партизански отряд „Дядо Вълко“ е подразделение на Единадесета Плевенска въстаническа оперативна зона на НОВА по време на партизанското движение в България (1941 – 1944). Действа в околностите на Червен бряг.
През август 1943 г. партизаните от белослатинските села се обособяват в Сухашка чета. През август-ноември 1943 г. четата неколкократно прекъсва железопътната линия Червен бряг – ж. п. спирка „Хумата“ и Карлуково – Роман.
Зимата на 1943 – 1944 г. четата прекарва в кошарата на ятака Вълко Димитров от село Сухаче. След неговата гибел приема името „Дядо Вълко“. През май 1944 г. се разраства и се обособява като Партизански отряд „Дядо Вълко“. Командир на отряда е Вълчо Химирски, политкомисар Мишо Коцев. Партизани Дако Дашков.
След голямо сражение с полиция и жандармерия на 12 май 1944 г. успява за кратко да завземе с. Реселец, с. Драшан, с. Сухаче и с. Лепица.
На 9 септември 1944 установява властта на ОФ в Червен бряг, Луковит и Плевен.